# 5 جمادى الأولى
- السبت
- الأحد
- الاثنين
- الثلاثاء
- الأربعاء
- الخميس
- الجمعة

- 302 نوفمبر 2024
- 13 نوفمبر 2024
- 24 نوفمبر 2024
- 35 نوفمبر 2024
- 46 نوفمبر 2024
- 57 نوفمبر 2024
- 68 نوفمبر 2024
- 79 نوفمبر 2024
- 810 نوفمبر 2024
- 911 نوفمبر 2024
- 1012 نوفمبر 2024
- 1113 نوفمبر 2024
- 1214 نوفمبر 2024
- 1315 نوفمبر 2024
- 1416 نوفمبر 2024
- 1517 نوفمبر 2024
- 1618 نوفمبر 2024
- 1719 نوفمبر 2024
- 1820 نوفمبر 2024
- 1921 نوفمبر 2024
- 2022 نوفمبر 2024
- 2123 نوفمبر 2024
- 2224 نوفمبر 2024
- 2325 نوفمبر 2024
- 2426 نوفمبر 2024
- 2527 نوفمبر 2024
- 2628 نوفمبر 2024
- 2729 نوفمبر 2024
- 2830 نوفمبر 2024
- 291 ديسمبر 2024
- 12 ديسمبر 2024
- 23 ديسمبر 2024
- 34 ديسمبر 2024
- 45 ديسمبر 2024
- 56 ديسمبر 2024

5 جُمادى الأولى أو 5 جُمادی‌ الاَوَّل أو يوم 5 \ 5 (اليوم الخامس من الشهر الخامس) هو اليوم الثالث والعُشرون بعد المائة (123) من أيَّام السنة (أو الرابع والعُشرون بعد المائة لو كان شهر ربيع الآخر مُتممًا لليوم الثلاثين أو الخامس والعُشرون بعد المائة لو أتم كلاً من صفر وربيع الآخر ثلاثين يوماً) وفق التقويم الهجري القمري (العربي). يبقى بعده 231 أو 232 يومًا لانتهاء السنة.

## أحداث
- 8 هـ - وقوع غزوة مؤتة بين المسلمين والروم وحلفائهم الغساسنة بسبب قتل الصحابي الحارث بن عمير الأزدي رسول النبي محمد إلى ملك بصرى على يد شرحبيل بن عمرو الغساني والي البلقاء الواقع تحت الحماية البيزنطية.
- 1352 هـ - توقيع «اتفاقية هعفراه» بين الوكالة اليهودية وألمانيا النازية والقاضية بتسهيل تهجير اليهود إلى فلسطين بشرط أن يتنازلوا عن ممتلكاتهم لألمانيا.
- 1368 هـ - صدور قرار من مجلس الأمن يعلن فيه قبول إسرائيل عضوًا كاملًا في الأمم المتحدة.
- 1383 هـ - تأسيس «كلية البترول والمعادن» في الظهران، والتي أصبحت فيما بعد «جامعة الملك فهد للبترول والمعادن».
- 1384 هـ - ختام أعمال مؤتمر القمة العربي في الإسكندرية والذي دعا إليه الرئيس جمال عبد الناصر، وكانت هذه القمة هي ثاني قمة عربية.
- 1388 هـ - تصفية العناصر غير الموالية لقائد ثورة 17 تموز أحمد حسن البكر ونائبه صدام حسين من أعضاء حزب البعث، وأصبحت الثورة تعرف باسم بثورة 17/30 تموز.
- 1404 هـ -
  - بداية احداث ما يعرف بانتفاضة 6 شباط في لبنان بين الأحزاب الوطنية (حركة أمل، الحزب التقدمي الاشتراكي، حركة الناصريين المستقلين - المرابطون، الأحزاب اليسارية) ضد جيش أمين الجميل أو ما اصطلح على تسميته بالجيش الفئوي والتي انتهت بالسيطرة على غرب بيروت بيد الاحزاب الوطنية وانقسام الجيش.
  - الرئيس الأمريكي رونالد ريجان يعلن سحب قوات مشاة البحرية الأمريكية من الأراضي اللبنانية إلى السفن الراسية على الشواطئ اللبنانية، بعد تفجير مقر المارينز في بيروت في عملية استشهادية راح ضحيتها أكثر من مائتي جندي أمريكي.
- 1409 هـ - رئيس السلطة الوطنية الفلسطينية ياسر عرفات يلقي خطابًا أمام الجمعية العامة للأمم المتحدة في جنيف دعى فيه إلى صنع سلام الشجعان.
- 1411 هـ - الرئيس الأمريكي جورج بوش يزور القوات الأمريكية المرابطة في السعودية استعدادًا لحرب الخليج الثانية.
- 1424 هـ - الجيش الأمريكي يقوم بإلقاء القبض على مجموعة من العسكريين التركيين خلال غزو العراق، عرفت هذه حادثة باسم عملية قلنسوة.
- 1425 هـ -
  - الولايات المتحدة الأمريكية تسحب قرار حماية جنودها من أي ملاحقة قانونية في الخارج، الذي قدمته للأمم المتحدة؛ بسبب المعارضة الشديدة التي أثارتها فضيحة إساءة معاملة السجناء العراقيين وانتهاك حقوقهم.
  - البحرين توقف ستة أشخاص لمنعهم من القيام بأعمال تمس الأرواح والممتلكات ولاشتباه صلتهم بتنظيم القاعدة.
  - مقتل المختطف الكوري الجنوبي في العراق بعد انتهاء المدة المقترحة من خاطفيه لانسحاب القوات الكورية من العراق.
- 1430 هـ - المحكمة الدولية الخاصة بلبنان تقرر إطلاق سراح الضباط الأربعة المحتجزين في قضية اغتيال رئيس الوزراء الأسبق رفيق الحريري.
- 1435 هـ - السُلطات الليبيَّة تتسلَّم من النيجر السَّاعدي القذَّافي نجل الزعيم السابق مُعمَّر القذَّافي.
- 1441 هـ - جماعات مسلحة تابعة لإيران تقتحم السفارة الأمريكيَّة في بغداد ردًا على الضربة الجويَّة على معسكراتٍ لِلحشد الشعبي وكتائب حزب الله العراق.

## مواليد
- 4 هـ - زينب بنت علي بن أبي طالب، ابنة رابع الخلفاء الراشدين علي بن أبي طالب وحفيدة الرسول محمد.
- 398 هـ - المعز بن باديس، أحد أمراء دولة بني زيري بالمغرب.
- 1166 هـ - الجنرال كليبر، عسكري فرنسي.
- 1260 هـ - عبد البهاء عباس، نجل مؤسس الدين البهائي بهاء الله.
- 1337 هـ - كمال الشيخ، مخرج مصري.
- 1369 هـ - خالد زكي، ممثل مصري.
- 1391 هـ - محمد جمعة بادي، عالم دين شيعي كويتي.
- 1399 هـ - اسلي تاندوغان، ممثلة تركية.
- 1406 هـ - سعيد فتاح، لاعب كرة قدم مغربي.

## وفيات
- 8 هـ - جعفر بن أبي طالب، ابن عم الرسول محمد ومن السابقين الأولين إلى الإسلام.
- 982 هـ - محمد أبو السعود أفندي، شيخ الإسلام في الدولة العثمانية.
- 1003 هـ - مراد الثالث، السلطان العثماني الثاني عشر.
- 1191 هـ - أحمد بن المهدي الغزال، فقيه ودبلوماسي مغربي.
- 1343 هـ - الحسن بن يحيى القاسمي، عالم مسلم وفقيه زيدي يمني.
- 1421 هـ - مصطفى متولي، ممثل مصري.
- 1437 هـ - محمد المختار المهدي، عالم أزهري مصري.

## مناسبات
- يوم الممرضين والممرضات والعمال الاجتماعيين في إيران.

## وصلات خارجية
- صحيفة اليوم: حدث في مثل هذا اليوم.
- موقع قصة الإسلام: حدث في شهر جُمادى الأولى.